# Ammothea uru
Ammothea uru is een zeespin uit de familie Ammotheidae. De soort behoort tot het geslacht Ammothea. Ammothea uru werd in 1977 voor het eerst wetenschappelijk beschreven door Clark. 